# Rewind (álbum)
Rewind (estilizado como Rewind XX+) es el octavo álbum de estudio del cantante puertorriqueño Funky.
El álbum se caracteriza particularmente por su variedad de ritmos, celebrando los 20 años de trayectoria musical de Funky. Asimismo, el 24 de agosto de 2023, el álbum fue presentado junto al video completo de la presentación.

## Antecedentes y promoción
La producción del álbum estuvo a cargo de Otho Castro, Edward Sánchez y el propio Funky, y fue grabado en vivo en el estudio El Desierto de la Ciudad de México.
El álbum recopila las canciones más memorables y conocidas de la carrera de Funky, siendo entre estas «Dale la mano», «Mi maestro», «Eres mi bendición» y «Amores como el tuyo». También cuenta con invitados especiales con los que colaboró en anteriores proyectos como René Gonzalez, Alex Campos, Alex Zurdo y Kike Pavón. Asimismo, cuenta con sencillos en las que Funky participó como colaborador, tales como «Empezar de nuevo» (Diseño original, de Kike Pavón), «Tesoro de mi corazón» (Siempre contigo, de Contagious), «Todo empezó» (Anexo, de Musiko), «Tu amor» (Panorama, de Jay Kalyl) y «En los montes, en los valles» (Dios ha sido bueno, de Marcos Witt), y también sencillos promocionales como «Cambio de plan» y «Luz y sal».

## Lista de canciones
| N.º | Título                                                         | Duración |  |
| 1.  | «Después de la caída» (con René González)                      | 5:05     |  |
| 2.  | «Eres mi bendición» (con Alex Zurdo)                           | 3:26     |  |
| 3.  | «Mira lo que ha hecho Dios (MLQHD) / Bye Bye» (con Alex Zurdo) | 5:42     |  |
| 4.  | «Dale la mano»                                                 | 3:40     |  |
| 5.  | «Cambio de plan»                                               | 3:47     |  |
| 6.  | «Luz y sal» (con Edward Sánchez)                               | 3:57     |  |
| 7.  | «Justo a tiempo / Contigo»                                     | 8:02     |  |
| 8.  | «Es imposible» (con Kike Pavón)                                | 3:55     |  |
| 9.  | «En los montes, en los valles»                                 | 3:21     |  |
| 10. | «Promesas»                                                     | 3:49     |  |
| 11. | «Tesoro de mi corazón»                                         | 3:37     |  |
| 12. | «Mi maestro»                                                   | 2:35     |  |
| 13. | «No vuelvo pa' trás» (con Alex Campos)                         | 3:14     |  |
| 14. | «No te cambio»                                                 | 3:37     |  |
| 15. | «Ella quiere que la miren»                                     | 3:57     |  |
| 16. | «Lo que traigo es flow»                                        | 2:57     |  |
| 17. | «Amores como el tuyo»                                          | 3:21     |  |
| 18. | «Que siga la fiesta»                                           | 3:16     |  |
| 19. | «Todo empezó / Tu amor»                                        | 4:58     |  |
| 20. | «Correré a ti»                                                 | 3:40     |  |
| 21. | «Mi peor error»                                                | 3:26     |  |
| 22. | «Empezar de nuevo» (con Kike Pavón)                            | 4:20     |  |